# 2008年北京オリンピックのアルゼンチン選手団
2008年北京オリンピックのアルゼンチン選手団（2008ねんペキンオリンピックのアルゼンチンせんしゅだん）は、2008年8月8日から8月24日にかけて中国の北京を主として開催された2008年北京オリンピックのアルゼンチン選手団、およびその競技結果。

## 概要
今大会は金メダル2個、銅メダル4個の合計6個のメダルを獲得した。

## メダル
| メダル | 選手名 | 競技             | 種目                 |
| ------ | --- | ---------------- | -------------------- |
| 金     | オスカル・ウスタリ エセキエル・ガライ ルシアーノ・モンソン パブロ・サバレタ フェルナンド・ガゴ フェデリコ・ファシオ ホセ・エルネスト・ソサ エベル・バネガ エセキエル・ラベッシ フアン・ロマン・リケルメ アンヘル・ディ・マリア ニコラス・パレハ ラウタロ・アコスタ ハビエル・マスチェラーノ リオネル・メッシ セルヒオ・アグエロ ディエゴ・ブオナノッテ セルヒオ・ロメロ ニコラス・ナバーロ    | サッカー         | 男子                 |
| 金     | フアン・エステバン・クルチェト ワルテルフェルナンド・ペレス | 自転車           | 男子マディソン       |
| 銅     | ベレン・スッシ マグダレナ・アイセガ ロサリオ・ルケッティ アレハンドラ・グリャ ルシアナ・アイマール アグスティナ・ガルシア カルラ・レベキ マリアナ・ゴンサレス メルセデス・マルガロット マリア・デ・ラ・パス・ヘルナンデス マリアナ・ロッシ パオラ・ブコヒシク マリネ・ルッソ クラウディア・ブルカート ヒセル・カネフスキー ノエル・バリオヌエボ アグスティナ・ボウサ マリア・シルビナ・デリア | ホッケー         | 女子                 |
| 銅     | ルイス・スコラ エマニュエル・ジノビリ ロマン・ゴンザレス ファブリシオ・オベルト パブロ・プリジオーニ アントニオ・ポルタ カルロス・デルフィーノ パオロ・キンテーロス レオナルド・グティエレス アンドレ・ノシオーニ ファン・ペドロ・グティエレス フェデリコ・カメリッチ | バスケットボール | 男子                 |
| 銅     | カルロス・エスピノラ サンティアゴ・ランヘ | セーリング       | 男女混成トルネード級 |
| 銅     | パウラ・パレト | 柔道             | 女子48kg級           |

## サッカー
| - 男子 - - GK 1 オスカル・ウスタリ 18 セルヒオ・ロメロ 22 ニコラス・ナバーロ - DF 2 エセキエル・ガライ 3 ルシアーノ・モンソン 4 パブロ・サバレタ 6 フェデリコ・ファシオ 12 ニコラス・パレハ - MF 5 フェルナンド・ガゴ 7 ホセ・エルネスト・ソサ 8 エベル・バネガ 10 フアン・ロマン・リケルメ 11 アンヘル・ディ・マリア 14 ハビエル・マスチェラーノ - FW 9 エセキエル・ラベッシ 13 ラウタロ・アコスタ 15 リオネル・メッシ 16 セルヒオ・アグエロ 17 ディエゴ・ブオナノッテ - 監督 セルヒオ・バティスタ | - 女子 - グループリーグ敗退 |

## テニス
- 男子
  - ギリェルモ・カナス - シングルス2回戦敗退、ダブルス1回戦敗退
  - アグスティン・カレリ - シングルス2回戦敗退、ダブルス1回戦敗退
  - ダビド・ナルバンディアン - シングルス2回戦敗退、ダブルス1回戦敗退
  - フアン・モナコ - シングルス1回戦敗退、ダブルス1回戦敗退
- 女子
  - ヒセラ・ドゥルコ - シングルス1回戦敗退、ダブルス2回戦敗退

## ホッケー
- 女子 -

## バスケットボール
- 男子 -

04 ルイス・スコラ
05 エマニュエル・ジノビリ
06 ロマン・ゴンサレス
07 ファブリシオ・オベルト
08 パブロ・プリジオーニ
09 アントニオ・ポルタ
10 カルロス・デルフィーノ
11 パオロ・キンテロス
12 レオナルド・グティエレス
13 アンドレス・ノシオーニ
14 ファン・ペドロ・グティエレス
15 フェデリコ・カメリッチ
- 監督: セルヒオ・ヘルナンデス

## 自転車

### トラックレース
男子
- マディソン
  - フアン・エステバン・クルチェト、ワルテル・フェルナンド・ペレス -
- ポイントレース
  - フアン・エステバン・クルチェト - 18位

### ロードレース
男子
- 個人ロードレース
  - アレハンドロ・ボラロ - DNF
  - フアン・ホセ・アエド - DNF
  - マティアス・メディシ - DNF
- 個人タイムトライアル
  - マティアス・メディシ - 30位

### BMX
男子
- レーシング
  - クリスティアン・ベセルネ - 準決勝敗退
  - ラミロ・マリノ - 予選敗退

女子
- レーシング
  - ガブリエラ・ディアス - 5位
  - マリア・ベレン・ドゥット - 準決勝敗退

### マウンテンバイク
男子
- クロスカントリー
  - ダリオ・アレハンドロ・ガスコ - 27位

## 卓球
- 男子
  - パブロ・タバチニク - シングルス1回戦敗退

## 柔道
- 女子
  - パウラ・パレト - 48kg以下級銅メダル
  - ダニエラ・クルコウェル - 63kg以下級2回戦敗退